# فرودگاه هی ریور/مرلین کارتر

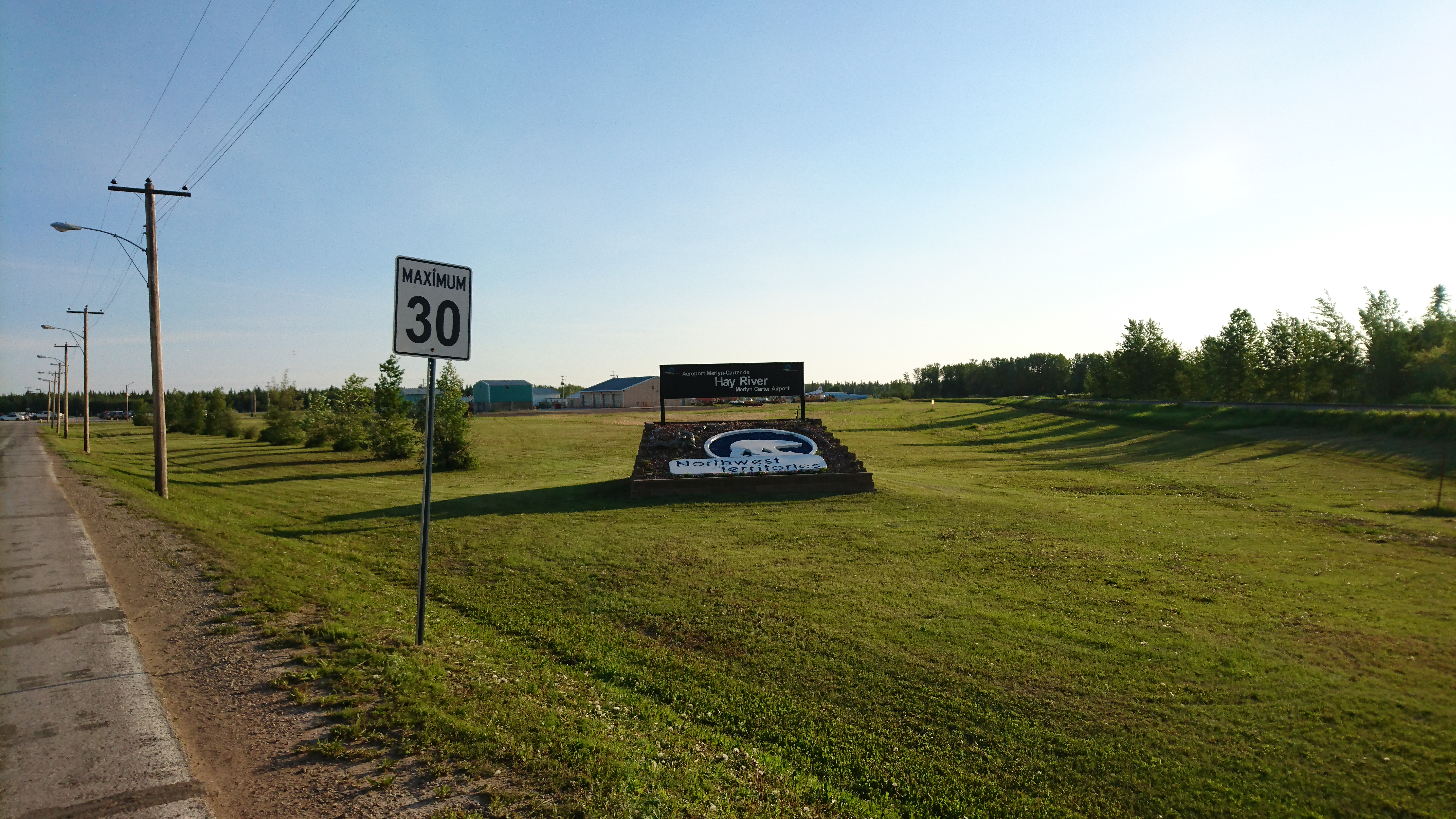
تابلو و نشانه فرودگاه هی ریور

فرودگاه هی ریور/مرلین کارتر (به انگلیسی: Hay River/Merlyn Carter Airport) یک فرودگاه همگانی باربری با کد یاتا YHY است که یک باند فرود آسفالت دارد و طول باند آن ۱۸۲۹ متر است. این فرودگاه در کشور کانادا قرار دارد و در ارتفاع ۱۶۵ متری از سطح دریا واقع شده‌است.

## شرکت‌های هواپیمایی و مقصدهای پروازی
| شرکت‌های هواپیمایی | مقصدهای پروازی                       |
| ----------------- | ------------------------------------ |
| First Air         | یلونایف                              |
| نورث‌وسترن ایر     | ادمونتون، فورت اسمیث، فرودگاه‌های لول |

### باری
| شرکت‌های هواپیمایی | مقصدهای پروازی |
| ----------------- | -------------- |
| بافلو ایرویز      | یلونایف        |